# AKIRIN1
AKIRIN1 (англ. Akirin 1) – білок, який кодується однойменним геном, розташованим у людей на 1-й хромосомі. Довжина поліпептидного ланцюга білка становить 192 амінокислот, а молекулярна маса — 21 867.
| 10         |  | 20         |  | 30         |  | 40         |  | 50         |
| ---------- |  | ---------- |  | ---------- |  | ---------- |  | ---------- |
| MACGATLKRP |  | MEFEAALLSP |  | GSPKRRRCAP |  | LPGPTPGLRP |  | PDAEPPPPFQ |
| TQTPPQSLQQ |  | PAPPGSERRL |  | PTPEQIFQNI |  | KQEYSRYQRW |  | RHLEVVLNQS |
| EACASESQPH |  | SSALTAPSSP |  | GSSWMKKDQP |  | TFTLRQVGII |  | CERLLKDYED |
| KIREEYEQIL |  | NTKLAEQYES |  | FVKFTHDQIM |  | RRYGTRPTSY |  | VS         |

A: Аланін

C: Цистеїн

D: Аспарагінова кислота

E: Глутамінова кислота

F: Фенілаланін

G: Гліцин

H: Гістидин

I: Ізолейцин

K: Лізин

L: Лейцин

M: Метіонін

N: Аспарагін

P: Пролін

Q: Глутамін

R: Аргінін

S: Серин

T: Треонін

V: Валін

W: Триптофан

Кодований геном білок за функцією належить до фосфопротеїнів. 
Задіяний у такому біологічному процесі, як альтернативний сплайсинг. 
Локалізований у ядрі.